# Jani Hurme
Jani Hurme, född den 7 januari 1975 i Åbo, Finland, är en finsk före detta ishockeymålvakt som tidigare spelat för Malmö Redhawks Efter en längre tids ryggproblem så meddelades det, den 17 december 2009, att Hurme kommit överens med Redhawks om att bryta kontraktet med klubben.  Han spelade tidigare i NHL för Ottawa Senators och Florida Panthers.